# 陳皮

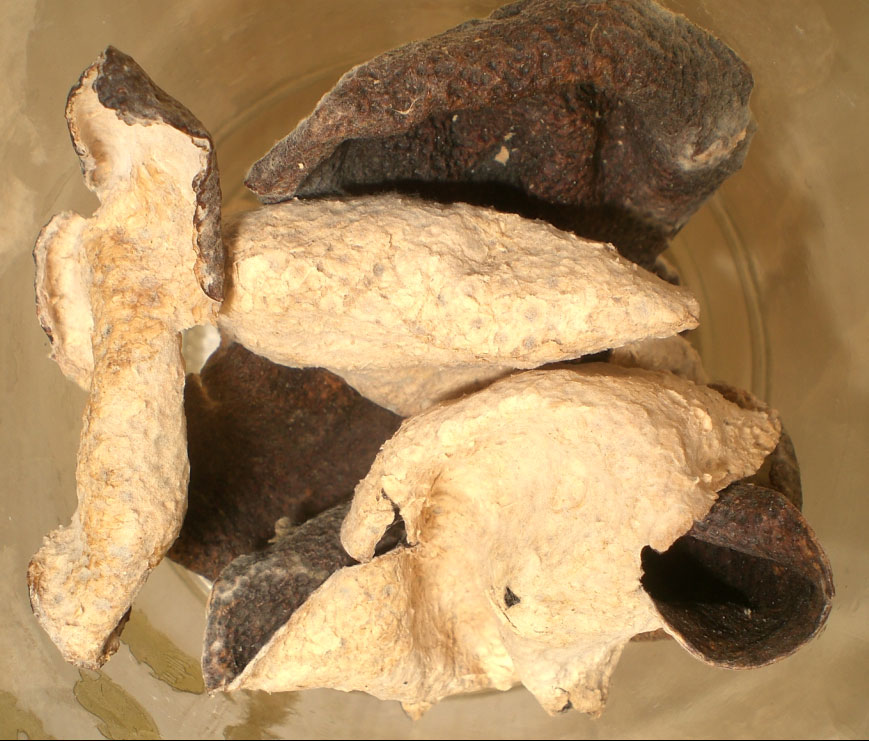
道地药材新會陳皮

陳皮（另稱廣皮）即風乾、曬乾或烘乾後的成熟橘子果皮，其放置年份越久越好，故得其名。陳皮是重要中药材，亦可以用作烹飪佐料及制作零食。據《本草綱目》記載：「陳皮療嘔噦反胃，時吐清水，痰痞咳瘧，大便閉塞，婦人乳癰。入食料，解魚腥毒。好古曰：『橘皮以色紅日久者為佳，故曰紅皮、陳皮。去白者曰橘紅也。』」。

## 歷史
相傳新會專門種柑取皮在宋代已有，但一直規模不大。《元大德南海誌》是元代一本記載州府包括新會縣地情的廣東地方誌，卷七《物產》有“柑子”條記載，但未見有“陳皮”或“柑皮”的描述，可知新會陳皮當時還未有多大名氣，更未成規模。陳皮業至明清聲譽鵲起，是由葵業帶動起步的，新會商人利用運銷葵制品之便，也將土產陳皮大批銷往外省，使新會陳皮也跟隨新會葵扇名聲遠播。
新會陳皮的生產銷售曾一度衰落。1996年種柑跌至最低谷，柑桔橙總面積才六七百畝。近年，這一行業又逐漸興起，目前種柑面積約5000多畝，涉及陳皮及其制品的企業和工商戶上百家，專營新會陳皮的商店10多家。2002年12月，由果農自覺發起，經新會區農業局和工商聯（總商會）推展，成立了新會柑（陳皮）行業協會，有利於新會陳皮行業的生產、銷售、科研和利益保護。陳皮產品的宣傳力度也逐步加大，一些“自殺”式的經營短期行為，如大量低價購入廣西等外地柑充正宗新會柑、以紅茶染色假冒老陳皮等嚴重影響新會陳皮名聲的做法受到譴責。

## 形狀
陳皮常剝成三瓣，厚1至4毫米。新會陳皮從果頂開三瓣，用正三刀法或對稱二刀法。外表面呈橙色或棕色，內面呈淺黃白色，附有筋絡狀纖維管束。氣味清香，味道甘甜。對光照射，透明清晰。

## 鉴别
1.陳皮粉末呈黃白色至黃棕色。中果皮組織衆多，細胞形狀不規則。果皮表皮細胞表面呈多角形、類方形或長方形，直徑18至26μm，副衛細胞不清晰。
2.陳皮、橘紅及化橘紅是臨床和中成藥生產中常用的中藥。在實際工作中，這幾種藥在使用上較混亂。人們經常將橘紅與橘皮（陳皮）混為一談，或將化橘紅作橘紅用。有文獻報導 ：
〔1〕 因二者加工不同分為陳皮與橘紅。果實成熟時采摘，剝取果皮，用文火烘 幹或陰幹稱為陳皮或橘皮。
果實成熟時取新鮮橘皮，用刀削取外層果皮，晾幹或曬乾稱為橘紅。橘皮去白留紅者為橘紅。
化橘紅來源與上述兩種中藥同科不同種 。為蕓香科植物化州柚Citru grandis Osbeck var.tomento a Hort或柚Citrus grandis Osbeck的幹燥未成熟外果皮。
前者習稱“毛橘紅”，後者習稱“光七爪 ”。陳皮入藥歷史悠久，首載於《神農本草經》。
〔2〕 陶弘景曰:“橘皮療氣大勝，以東橘為好，西江者不如，須陳久才為良” 。故習稱陳皮。橘紅一名，始見於《洪氏集驗方》。
〔3〕 王好古雲:“橘皮以色紅日久者為佳，故曰紅皮、陳皮，去白者曰橘紅。”化橘紅之名始見於《識藥辨微》。《本草綱目》引《識藥辨微》雲:“化橘紅 近日廣中來者，皆單片成束，作象眼塊……外皮淡紅色，內腹皮白色，周身亦有 豬鬃皮，此種皆柚皮，亦能消痰。又壹種為世所重，每個五片如爪，中用化州印 ，名五爪橘紅，亦柚皮所制，較掌片為佳。”現商品化橘紅以毛橘紅（原植物為 化州柚）為正品，光橘紅（原植物為柚）也作化橘紅入藥。李時珍曰:“橘皮紋 細色紅而薄，內多筋脈，其味苦辛，……柚皮最厚而虛，紋更粗，色黃，內多膜 無筋，其味甘多辛少，但以此別之，即不差矣。”可見古代本草就指出橘有多種、不同品種。三者在功效上也不盡相同。
〔4〕《本草綱目》：橘皮“和中理胃藥則留白 ，下氣消痰藥則去白” 。“橘紅溫燥之性勝於橘皮，並兼發表散寒，外感風寒咳嗽痰多者用之為宜 ”。化橘紅無發散之性，兼能消食，咳嗽痰多又兼食積或消化不良者用之較宜。
〔5〕現代鑒別：陳皮常剝成數瓣，基部相連，有的呈不規則的片狀，厚1～4mm。外表面橙紅色或紅棕色，有細皺紋及凹下的點狀油室；內表面淺黃白色，粗糙，附黃白色或黃棕色筋絡維管束。質稍硬而脆。氣香，味辛、苦。廣陳皮: 常3瓣相連，形狀整齊，厚度均勻，約lmm。點狀油室較大，對光照視，透明清晰。質較柔軟。

## 药用
陈皮含有橙皮甙、类柠檬苦素、揮發油、维生素B1等成分。陳皮具有燥湿化痰、理气和中的功效，用于二陈汤、补中益气汤、保濟丸等方剂中。
陳皮是理氣藥，亦稱為橘皮，其味辛而苦，能理氣健脾、燥濕化痰，常用於脾胃氣滯、脘腹脹悶、噁心嘔吐、脾虛泄瀉、咳嗽寒痰等。
使用方式：
感冒咳嗽
可以將新鮮的陳皮放入鍋中用水煎煮，隨後加入少量的白糖服用，這樣能夠幫助身體發汗，還能夠快速令身體恢復健康。
食慾不振、消化不良
將乾燥的陳皮還有紅棗一起用開水沖泡，蓋上蓋子十分鐘之後就可以了，每天在吃飯之前服用，不僅能夠很好的增加食慾，同時對於消化不良的情況治療效果也是非常不錯的。
支管炎
將陳皮還有大蒜一起用開水進行沖泡，然後代替茶水進行服用。
慢性胃炎
將乾燥的陳皮研磨成為粉末，隨後加入少量的白糖，然後用溫開水沖泡空腹服用。
燙傷
如果身體出現了燙傷的部位，也可以將陳皮進行擦拭患處。
嘔吐
將陳皮、大米還有薑汁準備好，將薑汁還有陳皮用水煎服，也可以加入大米進行熬粥，能很好的治療身體出現嘔吐的情況。
胃痛
由於生活節奏的不斷加快，很多人由於生活作息不正常導致出現胃痛的情況，這個時候就可以將陳皮泡水來緩解身體的不舒服情況。將陳皮、生薑還有紅糖準備好，然後將陳皮還有生薑用水煎煮，隨後加入少量的紅糖攪拌均勻後服用。
治療咳嗽和痰多
如果身體出現了咳嗽痰多的情況，可以將陳皮、生薑還有核桃準備好，然後一起用水煎服，能很好的讓身體恢復健康。

## 食用

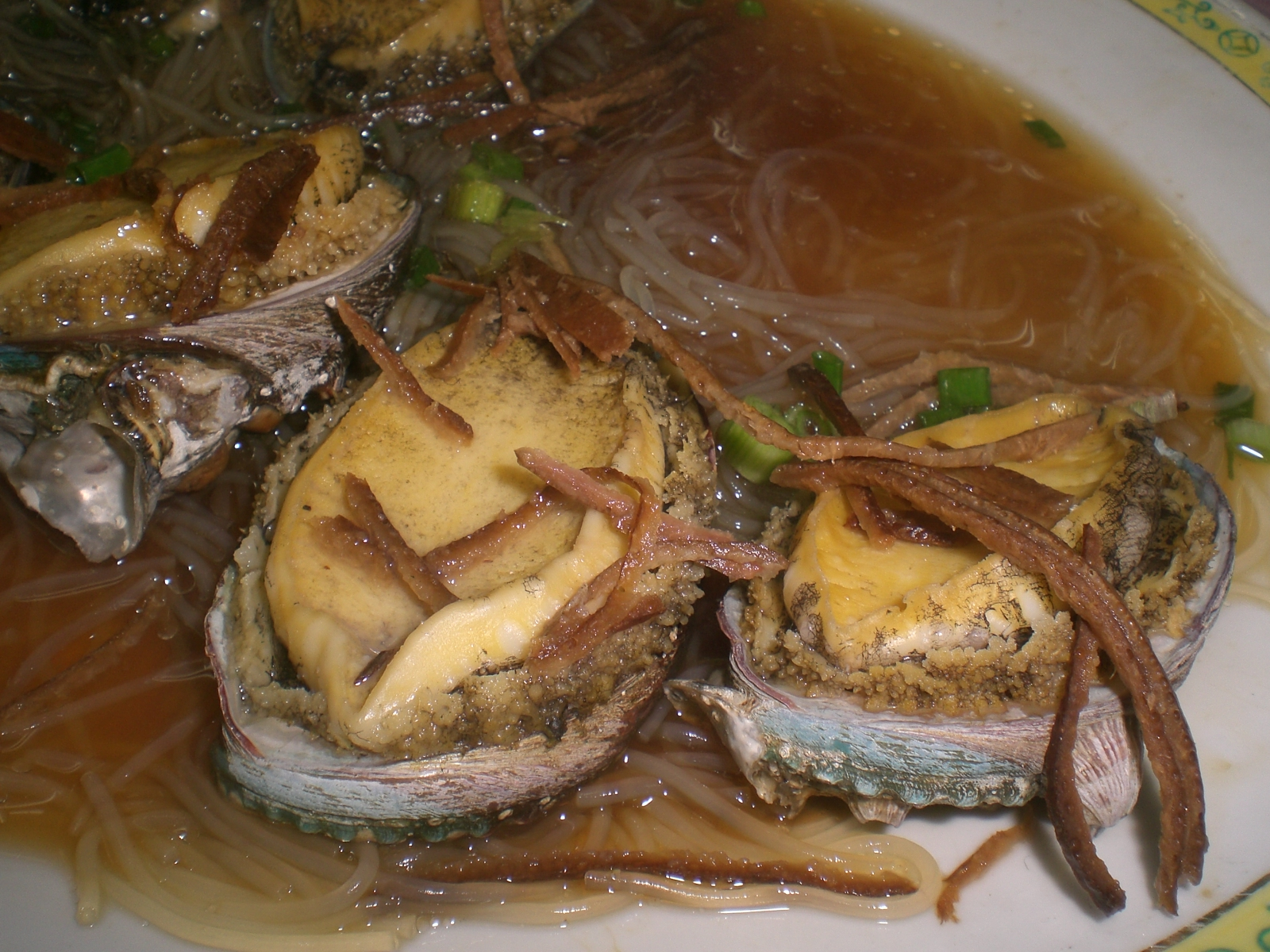
陳皮蒸鮑魚仔

年份較短的陳皮經過拣皮、浸漂、保鲜、切皮、腌制、沥干、调料、反复晒制等多个工序制作后，加入白糖等材料，制成「九製陳皮」，為一種廣東特色的零食。
陳皮亦可以入膳，廣東人通常以切成一絲絲的陳皮，灑放在泥鯭、桂花魚表面上然後將魚清蒸，廣東人認為清蒸這兩種魚應該以陳皮絲代替一般蒸魚時所選的薑絲，會大大提升食味，這也成為廣東人慣常的做法。另外，以陳皮放進粥米煮成的白粥，可以減少白粥的味寡，在中醫角度，陳皮白粥有順氣開胃，化痰止咳功效。

## 相關
- 七味粉
- 中国生產的陳皮以廣東新會出產為最佳，以當地出產的大紅柑為原材料
- 與老薑、禾稈草並列「廣東三寶」
- 陳皮梅

## 外部連結
- 橘 Ju （页面存档备份，存于） 藥用植物圖像數據庫 (香港浸會大學中醫藥學院) （中文）（英文）
- 陳皮 中藥材圖像數據庫  (香港浸會大學中醫藥學院) （中文）（英文）
- 陳皮 Chen Pi （页面存档备份，存于） 中藥標本數據庫 (香港浸會大學中醫藥學院) （繁體中文）（英文）